# Аюпова, Регина Рифатовна
Регина Рифатовна Аюпова (род. 14 октября 1995) — российская спортсменка (русские и международные шашки). Бронзовый призёр Кубка России по международным шашкам среди женщин 2013 года (в блице). Член молодёжной (юниорской) сборной России с 2004 года. Тренер — Мельников Александр Павлович.
Её сестра Руфина — бронзовый призёр Чемпионата России по международным шашкам (в быстрые шашки) (18.11.2012, Суздаль).
FMJD-id 15404